# Lista di assemblatori
Questo è un elenco di assemblatori, cioè compilatori che traducono in linguaggio macchina il codice sorgente scritto in assembly.
- ASEM-51 - per la famiglia di microcontrollori Intel MCS-51; compatibile con piattaforme DOS, Win32 e Linux.
- a56 - per i DSP Motorola DSP56000 (DSP56k series)
- A86 - MS-DOS assembler di Eric Isaacson x86
- AKI (AvtoKod "Inzhener", o "Engineer's Autocode") - per Minsk family of computers.
- AS Macro Assembler - cross assembler per una grande varietà di processori; si esegue in DOS, Win32, OS/2, e Linux
- ASCENT (ASsembler per CENTral Processor Unit) - per Control Data Corporation computer system pre-COMPASS
- ASM/F – per IBM System/360 e i successivi sistemi mainframe  (usate ampiamente le prime versioni)
- ASM/H – for IBM System/370 e più tardi mainframe system (ampiamente usate le ultime versioni)
- ASPER (ASsembler per PERipheral Processor Unit) - per Control Data Corporation computer systems pre-COMPASS
- Atari Macro Assembler - per Atari 800 6502
- BAL (Basic AssembLer) - per IBM System/360 e i successivi mainframe system
- COMPASS (COMPrehensive ASSembler) - macro assembler per Control Data Corporation 3000 serie minicomputer, 6400/6500/6600, 7600 e Cyber serie supercomputer
- D - include un Inline assembler come parte delle specifiche di linguaggio.
- FAP (FORTRAN Assembly Program) - per mainframe IBM 709, 7090, 7094
- FASM (Flat Assembler) - for IA-32, IA-64, ARM, open source, 2-clause licenza BSD
- Forth.
- GoAsm - una componente dei liberi strumenti "Go"  per 32-bit e 64-bit programmazione Windows  (x86 and x86-64).
- GAS (GNU Assembler) - per molti processori, open source
- HLA (High Level Assembler) - per x86.
- HLASM (Assembler di alto livello) - per IBM System/390 e successivi mainframe system (versione attuale)
- Linoleum-linguage.
- Lisa - per Apple II 6502
- Little man computer
- MAC/65 - for Atari 800 6502
- MACRO-11 - for DEC PDP-11
- MACRO-32 - for DEC VAX
- MASM (Microsoft Macro Assembler) - for x86, from Microsoft
- MASM32 - Freeware set of x86 32-bit assembler development tools.
- Merlin - Il più famoso Apple II 6502 assembler (una versione a 16-bit fu anche disponibile)
- Merlin 128
- NASM (Netwide Assembler) - per x86, open source
- NGASM - Assembler libero perDOS/Windows.
- ORCA/M - una macro assembler per la serie di processori 6502;
- PAL-III - per DEC PDP-8
- RosAsm - 32 bit x86 Assembler; Open source GPL
- SesAsm51 - Smart macro assembler per 8051/MCS-51.
- SjASMPlus - compilatore del linguaggio assemblyZ80; Open source BSD
- Sphinx C-- - misto di assembly e C, permette la combinazione di comandi Assembly con strutture simili al C.
- SSK (Sistema Simvolicheskogo Kodirovaniya) - per Minsk family of computers
- SynAssembler - per Atari 800 6502 di Synapse Software
- TASM (Turbo Assembler) - per x86 di Borland
- Terse (Algebraic Assembly Language) - per x86 di Jim Neil
- Yasm - Un assembler x86 NASM con il supportox86-64; open source.